# نادي الشط
نادي الشط
هو أحد أندية كرة القدم في ليبيا، تأسس في 1982، في طرابلس، بليبيا. يلعب في الدوري الليبي الممتاز، وله جمهور صغير جداً في مدينة طرابلس.

## إنجازاته
- الدوري الليبي الممتاز
  - عام: 1996
- كاس ليبيا تحت 18
  - عام: 1998
- كأس السوبر الليبي
  - النهائي: 1998